# The Beatles: Get Back
The Beatles: Get Back – brytyjsko-nowozelandzko-amerykański miniserial dokumentalny z 2021, wyreżyserowany i wyprodukowany przez Petera Jacksona. Przedstawia okres prac nad Let It Be – ostatnim albumem studyjnym brytyjskiego zespołu rockowego The Beatles z 1970. Trzyodcinkowy miniserial zawiera niemal ośmiogodzinny, w większości niepublikowany wcześniej materiał, nakręcony na potrzeby filmu dokumentalnego Let It Be (1970). Współproducentami serii są dwaj żyjący w 2021 Beatlesi, Paul McCartney i Ringo Starr, oraz wdowy po zmarłych członkach zespołu, Yoko Ono i Olivia Harrison. Miniserial został wyprodukowany przez wytwórnie Apple Corps i WingNut Films na zlecenie serwisu strumieniowego Disney+, gdzie jego odcinki zostały premierowo udostępnione od 25 do 27 listopada 2021, po jednym dziennie.
The Beatles: Get Back zyskał uznanie krytyków filmowych i został nagrodzony kilkunastoma nagrodami, w tym Emmy dla najlepszego serialu dokumentalnego lub niefikcyjnego.

## Przedmiot dokumentu
Miniserial przedstawia 21 dni działalności Beatlesów w styczniu 1969. Zespół przygotowywał wówczas muzykę (wydaną w 1970 na albumie Let It Be), koncert i film dokumentalny Let It Be. W trzecim odcinku znalazło się także 42-minutowe nagranie ostatniego koncertu Beatlesów, który odbył się 30 stycznia 1969 na dachu budynku Apple Corps w Londynie z gościnnym udziałem Billy’ego Prestona. Miniserial zawiera głównie materiał nakręcony na potrzeby filmu dokumentalnego Let It Be, ale nie dubluje przedstawionych w nim scen, ewentualnie korzysta z innych ujęć. Jackson nazwał The Beatles: Get Back dokumentem na temat dokumentu.

## Występujące osoby
- The Beatles
  - John Lennon
  - Paul McCartney
  - George Harrison
  - Ringo Starr
- Neil Aspinall – menedżer finansowy Beatlesów
- Linda Eastman – partnerka McCartneya
- Mal Evals – menedżer drogowy Beatlesów
- Kevin Harrington – roadie Beatlesów
- Glyn Johns – inżynier dźwięku
- Michael Lindsay-Hogg – reżyser filmu Let It Be
- George Martin – producent muzyczny
- Denis O’Dell – producent filmowy
- Alan Parsons – inżynier dźwięku
- Billy Preston – muzyk
- Anthony B. Richmond – operator filmowy
- Maureen Starkey – żona Starra
- Peter Sutton – inżynier dźwięku
- Yoko Ono – partnerka Lennona

## Produkcja
Peter Jackson, postanowiwszy wyprodukować film dokumentalny o rozpadzie Beatlesów, udał się do firmy Apple Corps zajmującej się zarządzaniem dorobkiem zespołu. Przedsiębiorstwo udostępniło jego zespołowi 60 godzin materiału filmowego nakręconego w styczniu 1969 oraz ponad 150 godzin nagrań muzycznych z okresu powstawania filmu dokumentalnego Let It Be (1970). Zapoznawszy się z materiałem, Jackson przekonał się, że rzeczywistość rozpadu Beatlesów jest daleka od tej znanej opinii publicznej i było w niej mniej dramaturgii, niż się powszechnie uważa.
Nad The Beatles: Get Back pracował ten sam zespół do spraw renowacji materiału filmowego, co przy dokumencie Jacksona I młodzi pozostaną (2018). Cały proces montażu trwał około czterech lat. Jackson ściśle współpracował z dwoma żyjącymi Beatlesami, Paulem McCartneyem i Ringo Starrem, jak również z Yoko Ono i Olivią Harrison – wdowami po zmarłych Johnie Lennonie i George’u Harrisonie, a także Gilesem Martinem, synem producenta muzycznego Beatlesów, George’a Martina. W oświadczeniu prasowym McCartney powiedział: „Bardzo się cieszę, że Peter dokopał się do naszych archiwów, by stworzyć film pokazującyc prawdę o wspólnych nagraniach Beatlesów”. Starr wypowiedział się: „To były długie godziny naszych śmiechów i grania muzyki, zupełnie inaczej niż w filmie Let It Be. Myślę, że Peter pokaże, ile wtedy mieliśmy radości”. Jackson przekonał przedstawicieli Disneya, by na potrzeby dokumentu zwolnili go z obowiązującego w przedsiębiorstwie zakazu umieszczenia niecenzuralnych treści.
Jackson wyznał, że ma nadzieję na wydanie rozszerzonej wersji filmu z 3–4 godzinami dodatkowego materiału.

## Dystrybucja i marketing
30 stycznia 2019, w 50. rocznicę ostatniego koncertu Beatlesów, Peter Jackson ogłosił, że jego kolejnym projektem filmowym będzie dokument o powstawaniu albumu Let It Be. 11 marca 2020 wytwórnia The Walt Disney Company (Disney) ogłosiła, że kupiła prawa do globalnej dystrybucji filmu i zdradziła jego tytuł. Ponadto jego premiera kinowa została zapowiedziana na 4 września 2020 w Stanach Zjednoczonych i Kanadzie. Jackson zdradził, że film potrwa 2,5 godziny. 12 czerwca 2020 Disney zapowiedział, że ze względu na pandemię COVID-19 premiera została przesunięta na 27 sierpnia 2021. 21 grudnia 2020 w serwisach YouTube i Disney+ ukazał się pięciominutowy materiał z fragmentami filmu.
17 czerwca 2021 Disney ogłosił, że The Beatles: Get Back został przekształcony w trzyodcinkowy miniserial i będzie programem oryginalnym serwisu Disney+, gdzie jego odcinki będą udostępniane dzień po dniu w weekend Święta Dziękczyniania tego samego roku (25–27 listopada). Uroczysta premiera, w której wziął udział Paul McCartney z rodziną, odbyła się 16 listopada 2021 w Londynie.
Premierze miniserialu towarzyszyło wydanie książki The Beatles: Get Back ze wstępem autorstwa Hanifa Kureishiego. Jest to pierwsza oficjalna książka Beatlesów od czasu The Beatles Anthology z 2000. Pierwotnie jej premiera była zapowiedziana na 31 sierpnia 2021. Po ogłoszeniu przez Disney decyzji o przeniesieniu premiery materiału filmowego na listopad 2021, wydawanie książki zostało przesunięte na 12 października 2021.
Disney zapowiedział na 8 lutego 2022 wydanie miniserialu na DVD i Blu-rayu. Ze względu na usterkę techniczną wpływającą na jakoś dźwięku, która wymagała wyprodukowania nowych dysków, premiera została przeniesiona na 12 lipca 2022.
W Polsce premiera miniserialu odbyła się 14 czerwca 2022, wraz z uruchomieniem Disney+ w kraju. W ramach jego promocji dzień wcześniej podczas imprezy promocyjnej serwisu odbył się transmitowany na żywo w Internecie koncert z piosenkami zespołu, nawiązujący do jego ostatniego koncertu z 1969. Zagrała go specjalnie powstała na tę okazję grupa w składzie: Krzysztof Zalewski, Tomasz Ziętek, Emade, Kev Fox i Smolik.

## Odbiór

### Recepcja krytyczna
Serwis internetowy Rotten Tomatoes zagregował 121 recenzji miniserialu, z których 93% było pozytywne. Portal podsumował: „Co prawda dla niektórych widzów co za dużo to niezdrowo, jednak The Beatles: Get Back oferuje niesamowicie wciągający wgląd w proces twórczy zespołu”.

### Oglądalność
Według danych opublikowanych przez firmę Nielsen przez pierwsze cztery dni od premiery abonenci Disney+ obejrzeli łącznie 503 minuty miniserialu, z czego 1,07 miliona kont obejrzało całe trzy odcinki. 54% widowni stanowiły osoby powyżej 55 lat.

### Nagrody i nominacje
| Plebiscyt                                                     | Data ceremonii        | Kategoria | Nominowani | Wynik   |               |
| ------------------------------------------------------------- | --------------------- | --- | --- | ------- | ------------- |
| Nagrody Stowarzyszenia Amerykańskich Montażystów Filmowych    | 5 marca 2022(dts)     | Najlepszy montaż niekinowego dokumentu                                                                         | Jabez Olssen | Wygrana | [ 28 ] [ 29 ] |
| Nagrody Stowarzyszenia Amerykańskich Operatorów Dźwięku       | 6 marca 2022(dts)     | Najlepszy dźwięk niefikcyjnego, rozrywkowego lub muzycznego serialu lub programu telewizyjnego                 | Peter Sutton, Michael Hedges, Brent Burge, Alexis Feodoroff, Sam Okell i Michael Donaldson (za odcinek 3)                                                                   | Wygrana | [ 30 ]        |
| Złote Szpule                                                  | 13 marca 2022(dts)    | Najlepszy montaż dźwięku niekinowego dokumentu                                                                 | Brent Burge, Martin Kwok, Matt Stutter, Buster Flaws, Melanie Graham, Emile De La Rey, Steve Gallagher, Tane Upjohn-Beatson, Michael Donaldson i Simon Riley (za odcinek 3) | Wygrana | [ 31 ]        |
| Nagrody Gildii Amerykańskich Producentów Filmowych            | 19 marca 2022(dts)    | Najlepszy producent niefikcyjnego programu telewizyjnego                                                       | Paul McCartney, Ringo Starr, Yoko Ono, Olivia Harrison, Peter Jackson, Clare Olssen, Jonathan Clyde, Jeff Jones i Ken Kamins                                                | Wygrana | [ 32 ] [ 33 ] |
| Nagrody Stowarzyszenia Krytyków Telewizyjnych                 | 6 sierpnia 2022(dts)  | Najlepsze osiągnięcie w programach informacyjnych                                                              | | Wygrana | [ 34 ] [ 35 ] |
| Nagrody Hollywoodzkiego Stowarzyszenia Krytyków Telewizyjnych | 14 sierpnia 2022(dts) | Najlepszy strumieniowy serial doumentalny lub niefikcyjny                                                      | | Wygrana | [ 36 ]        |
| Primetime Emmy                                                | 3 września 2022(dts)  | Najlepszy serial dokumentalny lub niefikcyjny                                                                  | Paul McCartney, Ringo Starr, Yoko Ono Lennon, Olivia Harrison, Peter Jackson, Clare Olssen i Jonathan Clyde                                                                 | Wygrana | [ 37 ] [ 38 ] |
| Primetime Emmy                                                | 3 września 2022(dts)  | Najlepsza reżyseria programu dokumentalnego lub niefikcyjnego                                                  | Peter Jackson (za odcinek 3) | Wygrana | [ 37 ] [ 38 ] |
| Primetime Emmy                                                | 3 września 2022(dts)  | Najlepszy montaż programu niefikcyjnego                                                                        | Jabez Olssen (za odcinek 3) | Wygrana | [ 37 ] [ 38 ] |
| Primetime Emmy                                                | 3 września 2022(dts)  | Najlepszy dźwięk programu niefikcyjnego lub reality (kręconego kamerą pojedynczą lub wieloma kamerami)         | Martin Kwok, Emile De La Rey, Matt Stutter, Michael Donaldson, Stephen Gallagher, Tane Upjohn-Beatson i Simon Riley (za odcinek 3)                                          | Wygrana | [ 37 ] [ 38 ] |
| Primetime Emmy                                                | 3 września 2022(dts)  | Najlepszy montaż dźwięku programu niefikcyjnego lub reality (kręconego kamerą pojedynczą lub wieloma kamerami) | Michael Hedges, Brent Burge, Alexis Feodoroff i Giles Martin (za odcinek 3)                                                                                                 | Wygrana | [ 37 ] [ 38 ] |

## The Beatles: Get Back – The Rooftop Concert
The Beatles: Get Back – The Rooftop Concert to film stanowiący fragment The Beatles: Get Back, przedstawiający ostatni koncert Beatlesów, który odbył się w 1969 na dachu Apple Corps w Londynie. Walt Disney Studios Motion Pictures wydał film w limitowanej dystrybucji kinowej w formacie IMAX. 30 stycznia 2022 był on wyświetlany w Stanach Zjednoczonych wraz z sesją pytań i odpowiedzi z Peterem Jacksonem. W lutym 2022 trafił na ekrany kin na całym świecie. 
28 stycznia 2022 w dystrybucji cyfrowej ukazał się album koncertowy Get Back – The Rooftop Performance z materiałem z filmu, zremasterowany w technologii Dolby Atmos.

### Lista utworów
| Nr  | Tytuł utworu                              | Autorstwo                   | Długość |
| --- | ----------------------------------------- | --------------------------- | ------- |
| 1.  | „Get Back” (pierwsze podejście)           | John Lennon, Paul McCartney | 4:43    |
| 2.  | „Get Back” (drugie podejście)             | John Lennon, Paul McCartney | 3:24    |
| 3.  | „Don’t Let Me Down” (pierwsze podejście)  | John Lennon, Paul McCartney | 3:22    |
| 4.  | „I’ve Got a Feeling” (pierwsze podejście) | John Lennon, Paul McCartney | 4:44    |
| 5.  | „One After 909”                           | John Lennon, Paul McCartney | 3:09    |
| 6.  | „Dig a Pony”                              | John Lennon, Paul McCartney | 5:52    |
| 7.  | „God Save the Queen”                      | utwór tradycyjny            | 0:26    |
| 8.  | „I’ve Got a Feeling” (drugie podejście)   | John Lennon, Paul McCartney | 5:35    |
| 9.  | „Don’t Let Me Down” (drugie podejście)    | John Lennon, Paul McCartney | 3:30    |
| 10. | „Get Back” (trzecie podejście)            | John Lennon, Paul McCartney | 3:47    |
|     |                                           |                             | 38:32   |